# Jack Thorne
Pour les articles homonymes, voir Thorne.
Œuvres principales
- Harry Potter et l'Enfant maudit
- His Dark Materials : À la croisée des mondes
- Adolescence (série télévisée)

Jack Thorne, né le 6 décembre 1978 à Bristol au Royaume-Uni, est un scénariste et dramaturge anglais. Il écrit pour la radio, le théâtre et le cinéma, et plus particulièrement encore pour les émissions de télévision comme Skins, Cast-offs, This Is England '86, This Is England '88, This Is England '90, The Fades, Panthers et le film The scouting Book for boys. Il vit actuellement à Londres.
Il est également connu pour avoir écrit, en collaboration avec J. K. Rowling, une huitième histoire de Harry Potter sous forme de pièce de théâtre Harry Potter et l'Enfant maudit.

## Éducation
Thorne a fait ses études à l'École Saint-Barthélémy, Newbury, Berkshire.

## Théâtre
Thorne a écrit des pièces comme When You Cure Me (au Théâtre Bush, 2005), Fanny et Faggot (au Finborough Théâtre et lors de la tournée de 2007), Stacy (à l'Arcola Théâtre et aux Trafalgar Studios, 2007), Burying Your Brother in the Pavement (au Royal National Theatre lors duConnexions Festival 2008), 2 mai 1997 (au Bush Theatre en 2009), Bunny (à l'Underbelly et lors de la tournée 2010) qui a remporté une Fringe First à l'édition 2010 du Festival d'Édimbourg  et Hope (au Royal court Theatre en 2014). Il a également collaboré sur le Groenland (en 2011) avec Moira Buffini, Penelope Skinner et Matt Charman au Théâtre National.
En 2011, il a participé au projet du  Bush Theatre Soixante-Six Livres, pour lequel il a écrit une pièce basée sur un livre de la Bible King James.
En 2012, sa version de Friedrich Duerrenmatt's Les Physiciens a été mis en scène à la Donmar Warehouse.
En 2013 son adaptation du livre et du film Laisse-moi entrer a été mis en scène dans une production par le Théâtre national d'Écosse, au Dundee Repertory Theatre, à Londres,au e Royal court Theatre dans le West End et à New York au Saint-Ann's Warehouse.
Durant l'été 2015, sa pièce The Solid Life of Sugar Water a été créée au Fringe Festival d'Édimbourg, produit par Graeae de la Compagnie de Théâtre et le Théâtre Royal de Plymouth, puis il fait une tournée au début de 2016, avec une course au Théâtre National en Mars 2016. 
Il est coauteur de la pièce Harry Potter et l'Enfant maudit.
Ses pièces sont publiées par Nick Hern Books.

## Télévision
Thorne a écrit pour la télévision notamment pour les séries Skins et Shameless. Il a co-créé Cast-offs (nommé par la Royal Television Society meilleure série dramatique en 2010), et a co-écrit This is England '86 et This  Is England '88 avec Shane Meadows,. En août 2010, BBC Three a annoncé que Thorne écrirait six épisodes de la série surnaturelle Touch, plus tard rebaptisée The Fades,. En 2012, il remporte le BAFTA awards pour les deux séries (The Fades) et  (This  Is England '88),. À l'automne 2015, This Is England '90 est retransmis sur le Canal 4 et fait gagner à Thorne une Pris de la meilleure série lors de Jameson Empire Awards 2016 et le BAFTA de la meilleure mini-série en 2016. Panthers, qui a été diffusé au Royaume-Uni en septembre 2015 a été nommé aux BAFTA de la Meilleure Série Dramatique. Pour finir la série de la BBC 3 Ne prenez pas mon bébé a été nommée et a remporté le BAFTA du meilleur drame, en 2016. Un drame de Thorne appelé Trésor National, est actuellement en post-production. En avril 2016, il a été annoncé que Thorne serait à l'écriture de l'adaptation pour BBC One de la trilogie de Philip Pullman À la croisée des mondes, qui est sortie en 2019. En 2025, il co-crée la série Adolescence (série télévisée) pour Netflix et remporte un énorme succès. Il participe également à l’adaptation de Sa Majesté des mouches de William Golding. Sa Majesté des mouches (en) est en cours de production.

## Radio
Thorne a écrit quatre pièces pour la radio; une adaptation de When You Cure Me (BBC Radio 3, 2006), une adaptation de Left at the Angel (BBC Radio 4, 2007), une adaptation de Notre-Dame de Paris (co-écrit avec Alex Bulmer, BBC Radio 4, 2009) et People Snogging in Public (BBC Radio 3, 2009). Cette dernière pièce lui a valu le Sony Radio Academy Awards d'Or de la meilleure fiction en 2010. Les juges l'ont décrit "cette pièce de théâtre radiophonique est en plus d'être merveilleusement bien écrite et réalisée, très originale,(...) Ce sujet. douloureux et drôle, était audacieux, passionnant à écouter." A summer night (BBC Radio 3, 2011) a été la réponse de Thorne en 2011 aux émeutes de Londres, retransmise en direct dans le cadre de la Free thinking festival.
En 2012, People Snogging in Public Places a été produite et diffusée par France-Cultures sous le titre français de Regarder passer les trains (traducteur: Jacqueline Chnéour).

## Cinéma
Le premier film de Thorne, The Scouting Book For Boys, a été réalise en 2009. Il lui fait remporter un prix lors du London Film Festival. Le jury déclara : « Jack Thorne est un poétic écrivain avec une imagination sans fin et un réel don pour raconter des histoires ».
Il participe à l'écriture du scénario de Star Wars, épisode IX (avant d'en être écarté),,. Il est également scénariste de la seconde adaptation du Jardin secret en 2020.
En 2023, il est révélé qu'il co-écrit aux côtés de Jesse Wigutow, le scénario de Tron 3 : Ares.

## Filmographie
- 2022 : Enola Holmes 2 de Harry Bradbeer
- 2025 : Tron: Ares de Joachim Rønning